# Galerumaea
Galerumaea es un género de escarabajos de la familia Chrysomelidae. El género fue descrito científicamente por primera vez en 1949 por Hincks.

## Especies
El género incluye las siguientes especies:
- Galerumaea albofasciata (Baly, 1886)
- Galerumaea dimidiata (Guerin, 1844)
- Galerumaea fasciata (Baly, 1886)
- Galerumaea flavipennis (Baly, 1886)
- Galerumaea fulvicollis (Jacoby, 1894)
- Galerumaea interrupta (Jacoby, 1904)
- Galerumaea pulchra (Baly, 1865)
- Galerumaea viridiornata (Jacoby, 1894)